# Kickboxer (film, 1989)
Pour les articles homonymes, voir Kickboxer.
Série Kickboxer
Kickboxer 2 : Le Successeur
(1991)
Pour plus de détails, voir Fiche technique et Distribution.
Kickboxer est un film américain réalisé par Mark DiSalle et David Worth, sorti en 1989. Il met en scène Jean-Claude Van Damme dans le rôle principal.

## Synopsis
Eric Sloane dit l'« Éliminateur », champion du monde du kick-boxing dans son pays, voyage avec son frère Kurt en Thaïlande, pays dont est issu l'«art des huit membres», pour y affronter leur champion Tong Pô. Malgré les avertissements de son frère, qui remarque à leur arrivée que Tong Pô semble redoutable et craint, Eric décide d'affronter son adversaire. Mais le combat tourne court : Eric est battu sauvagement et reçoit un terrible coup au dos alors qu'il est déjà au sol et hors de combat. Avec l'aide de Winston Taylor, un compatriote américain, Kurt amène Eric à l'hôpital dans l'espoir que celui-ci soit rétabli, mais le médecin lui annonce qu'Eric a la moelle épinière sectionnée et restera définitivement paraplégique.
Bouleversé de chagrin et de colère, Kurt souhaite se venger en affrontant Tong Pô. Pour ce faire, Winston lui conseille d'apprendre le muay-thaï auprès de Xian Chow, un ancien maître vivant en ermite loin de tout.
Pendant son entraînement, Kurt apprend que Tong Pô est un dangereux criminel qui a la main mise sur tout le village et fait payer les habitants en échange de sa protection. Kurt tombe peu à peu amoureux de Mylee, la jeune nièce de Xian.
Une fois prêt, Kurt défie Tong Pô ; les mafieux locaux parient sur ce dernier et font enlever Eric pour forcer Kurt à perdre. Ils organisent un combat "à l'ancienne mode" où les gants contemporains sont remplacés par des gants traditionnels de chanvre, trempés dans de la résine et du verre pilé, censés rendre le combat plus dangereux et plus sauvage.
Ayant appris l'enlèvement de son frère, Kurt se laisse battre dans un premier temps par Tong Pô. Xian et Winston libèrent Eric et le ramènent dans la salle où a lieu le combat, ce qui a pour effet de revigorer Kurt et lui permet de battre le champion une fois pour toutes.

## Fiche technique
Sauf indication contraire, les informations mentionnées dans cette section peuvent être confirmées par la base de données cinématographiques IMDb,  présente dans la section « Liens externes ».
- Titre original : Kickboxer
- Réalisation : Mark DiSalle et David Worth
- Scénario : Glenn Bruce, d'après une histoire de Mark DiSalle et Jean-Claude Van Damme
- Photographie : Jon Kranhouse
- Musique : Paul Hertzog
- Montage : Wayne Wahrman
- Décors : Shay Austin
- Costumes : Ella Yu
- Production : Mark DiSalle
- Société de production : Kings Road Entertainment
- Sociétés de distribution : Cannon Group (États-Unis), 20th Century Fox (France)
- Langue originale : anglais
- Budget : 1,5 million de dollars [1]
- Durée : 97 minutes
- Dates de sortie[2] : 
  - France : 2 août 1989
  - États-Unis : 8 septembre 1989

## Distribution
- Jean-Claude Van Damme (VF : Guy Chapellier) : Kurt Sloane
- Dennis Alexio (VF : Luc Bernard) : Eric Sloane
- Dennis Chan (VF : Yves Barsacq) : Xian Chow
- Haskell Anderson (VF : Med Hondo) : Winston Taylor
- Rochelle Ashana (VF : Marie-Charlotte Leclaire) : Mylee
- Michel Qissi (VF : Richard Darbois) : Tong Po (crédité au générique sous le nom de son personnage)
- Steve Lee : Freddy Li
- Richard Foo : Tao Liu

## Production
Le film a été tourné de juin à août 1988, juste après le précédent film de Van Damme, Cyborg.

### Genèse et développement
Jean-Claude Van Damme a chorégraphié toutes les scènes de combat. Michel Qissi, qui est allé en Thaïlande pour apprendre le Muay thaï, avait envisagé de le faire lui-même. Il a également suggéré d'engager de véritables combattants comme figurants.

### Attribution des rôles
- Jean-Claude Van Damme et Michel Qissi sont amis depuis l'enfance, et c'est leur seconde collaboration dans le cinéma après Bloodsport.
- Chuck Norris était pressenti pour incarner Kurt Sloane, finalement interprété par Jean-Claude Van Damme.

### Tournage
Le tournage a eu lieu en Thaïlande, notamment à Bangkok et Ayutthaya. Il a duré 56 jours.

### Musique

#### Original score
La musique du film a été composée par Paul Hertzog. Il avait déjà été à l’œuvre sur Bloodsport sorti un an plus tôt. L'album est édité en CD en édition limitée en 2006 par Perseverance Records.

##### Liste des titres
1. To the Hospital / We'll See (01:15)
2. Groceries (01:47)
3. Very Stupid (00:45)
4. Tai Chi (02:55)
5. First Kiss (00:53)
6. Stone City (02:34)
7. Second Stone (00:53)
8. Hospital (02:21)
9. Palm Tree (00:30)
10. Advanced Training (01:49)
11. Ancient Voices (02:08)
12. Mylee Is the Way (01:32)
13. Warriors (00:45)
14. Buddha's Eagle (01:01)
15. Kidnap (01:01)
16. You've Done It Before (01:45)
17. Downstairs (00:54)
18. Round One (02:12)
19. Round Two (01:36)
20. The Hook (01:32)
21. Round Three (01:32)
22. The Eagle Lands (04:02)

#### Soundtrack
Un album des chansons du film a été commercialisé en 1989.

##### Liste des titres
1. Stan Bush - Never Surrender (4:37)
2. Terry Wood - How Do You Keep Me Comin' Back (3:31)
3. Beau Williams - Feeling So Good Today (4:10)
4. Lucinda Ramseur - I Won't Stay (4:40)
5. Michael Logan - Roll With The Punches (3:35)
6. Stan Bush - Streets Of Siam (3:35)
7. Stan Bush - Fight For Love (3:21)
8. Jamboxx - Chack's Stew (3:23)
9. Paul Hertzog - The Eagle Lands (4:35)
10. Craig Copeland - Love Is The Way (5:21)

## Box-office
- États-Unis : 14 697 005 $[6]
- France : 911 597 entrées[7]

## Autour du film
Une scène du film, dans laquelle l'acteur Jean-Claude Van Damme apparaît dans un bar, ivre, en train de danser avec un style très nerveux et inhabituel pour l'époque aurait inspiré la création d'une danse angolaise, le kuduro, devenu aussi un genre musical,,,.
Le passage où Tong Po et Kurt trempent leurs gants dans la résine de chanvre puis dans les éclats de verre a été parodié dans Hot Shots! 2 dans lequel Sean « Topper » Harley (Charlie Sheen) trempe ses gants dans du caramel et divers bonbons (Smarties, Nounours, etc.).